# جوش هاميلتون (ممثل)
جوش هاميلتون (بالإنجليزية: Josh Hamilton)‏ مواليد 9 يونيو 1969 في نيويورك، نيويورك، الولايات المتحدة، هو ممثل أمريكي بدأ مسيرته الفنية سنة 1977. فاز بجائزة إيمي داي تايم.

## الأعمال

### أفلام
- الناجين (1993)
- عقد 1960 (1999)
- العصر الجليدي (2002)
- جيه إدغار (2011) (بدور: روبرت إروين)
- فرانسيس ها (2012) (بدور: آندي)
- مختبر (2015) (بدور: توم شانون)
- مانشستر باي ذا سي (2016)

### مسلسلات
- أول ماي تشيلدرن (1984)
- الجنس والمدينة (2000) (بدور: جورج)
- ذا براكتيس (2003) (بدور: لورنس جيلبرت)
- القانون والنظام: النية الإجرامية (2006) (بدور: جستين ريد)
- لوي (2010) (بدور: جيف)
- ذا غود وايف (2012)
- الإبتدائية (2013) (بدور: درو جاردنر)
- لوي (2014)
- ثلاثة عشر سببا (2017)

## روابط خارجية
- جوش هاميلتون على موقع IMDb (الإنجليزية)
- جوش هاميلتون على موقع ألو سيني (الفرنسية)
- جوش هاميلتون على موقع أول موفي (الإنجليزية)
- جوش هاميلتون على موقع قاعدة بيانات برودواي على الإنترنت (الإنجليزية)
- جوش هاميلتون على موقع قاعدة بيانات الأفلام السويدية (السويدية)
- جوش هاميلتون على موقع إن إن دي بي (الإنجليزية)
- جوش هاميلتون على موقع قاعدة بيانات الفيلم (الإنجليزية)
- جوش هاميلتون على موقع كينوبويسك (الروسية)